# Rationalis
Der Rationalis war im Römischen Reich eine Art Finanzminister.
Im Laufe des 2. Jahrhunderts und dann vor allem im 3. Jahrhundert n. Chr. löste der Titel Rationalis die älteren Bezeichnungen a rationibus bzw. procurator a rationibus ab. Als a rationibus tauchen fortan weiterhin Untergebene des Rationalis auf.
Dieser Minister hatte die Aufgabe, alle Grundsteuern zu verwalten und einzuholen. Ebenso war er für die Währungsstabilität, die Bergwerke und die Münzprägestätten zuständig.
In der Spätantike übernahm der comes sacrarum largitionum diese Aufgaben.